# 真王伝説
真王伝説（まおうでんせつ）は、テレビ埼玉で毎週日曜 0:00 - 0:30（土曜深夜）に放送されていたパチンコ・パチスロ番組である。
番組枠自体は2007年4月放送開始だが、時期によって番組タイトルや内容が著しく変化しており、現在のスタイルでの放送は2012年7月7日から放送された。放送時間は正味29分間で、CMスポットが1つも入らない（ただしスポンサーであるホールの告知は行われる）。

## 概要

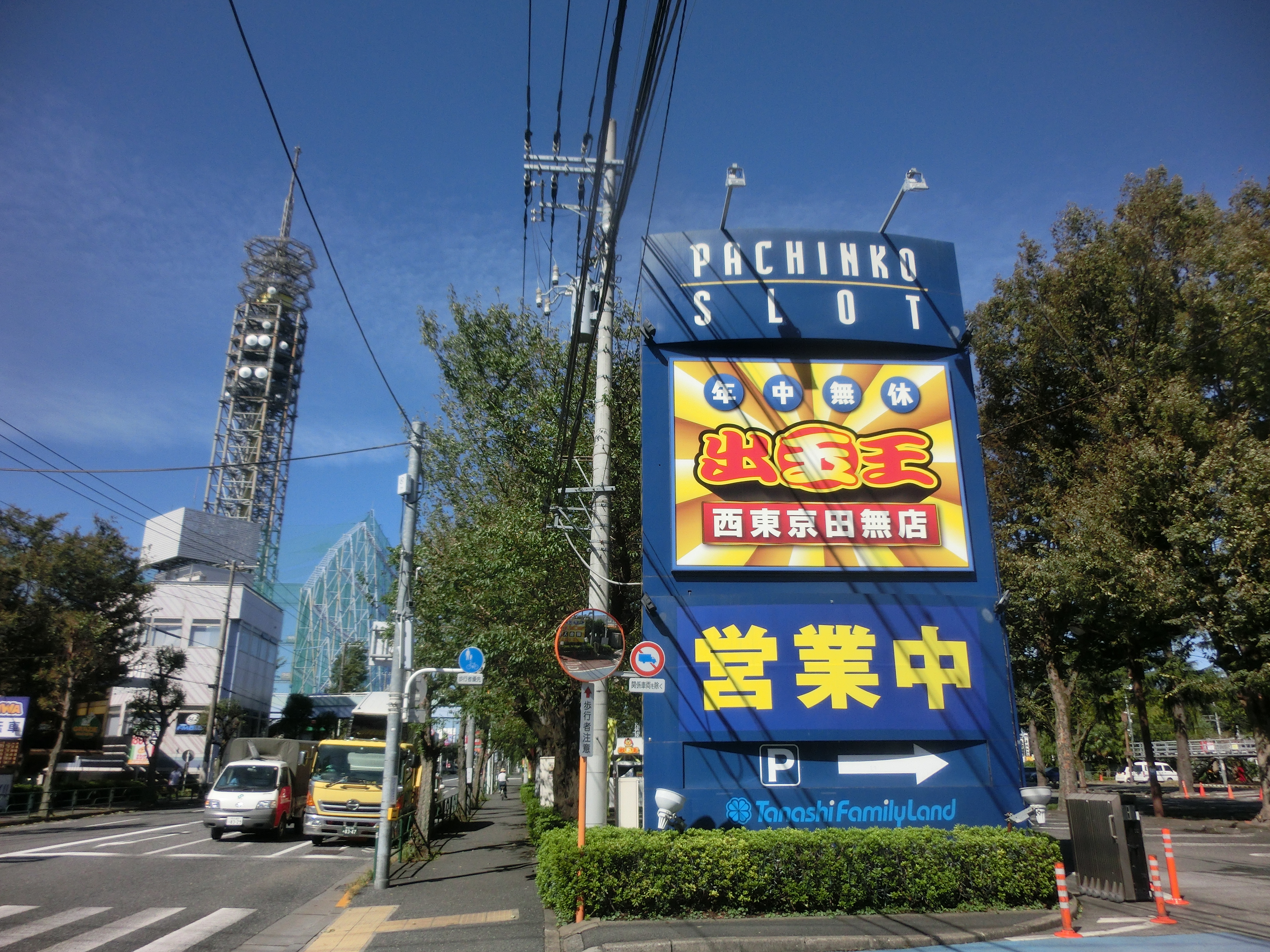
2021年1月まで番組の収録場所であった田無ファミリーランド

2012年7月7日より、「まりか&Hi-Hiの真王伝説」（まりか&はいはいのまおうでんせつ）として放送されている。それ以前の番組スタイルは後述する。
南まりか・Hi-Hiがそれぞれ自腹実戦。ゲストは自腹か番組からの軍資金を得て実戦するかを選択する事が出来る。勝利した場合は視聴者へのプレゼントが提供される。
2012年10月末をもって、南まりかが降板。「Hi-Hiの真王伝説」（はいはいのまおうでんせつ）に題名を変更。
2013年6月末をもってHi-Hiも降板して、現在は単に「真王伝説」（まおうでんせつ）として放送されている。
2019年3月までは放送局であるテレビ埼玉が製作し、著作権を保持していたが、4月以降は制作協力していた西東京ネオグラフィックスが製作著作会社となった。
新型コロナウイルス感染拡大防止によるパチンコ店休業を受け、2020年6月分にあたる4週間放送を休止。7月から第1週より放送再開。スケジュール都合からこの回はチャンピオン田名店での収録となった。2020年12月第4週をもって一旦最終回。長らく収録場所としてきた田無ファミリーランド・出玉王田無店での収録をラストとする。2021年2月より番組をリニューアルし、再開。番組収録は埼玉県・ジャムフレンドクラブ朝霞店および日高店となる。これに伴い制作会社は変わらないまま、製作著作が西東京ネオグラフィックスからDIASに移行。また正式な番組名が『ジャムトマ!真王伝説』に変更される。
2022年1月30日放送分で最終回。前身番組を含め15年の番組にピリオドを打つ。

## 出演者

### レギュラー
- 松本バッチ（2015年4月 - 11月、2020年4月 - ） - メインMC
- 神谷玲子（2013年8月 - ）
- 玉ちゃん（2014年11月 - 、2017年7月 - ）[3]
- 兎味ペロリナ（2019年8月[4] - ）
- ショウタク（2020年4月 - ） - 2021年1月までおもにミニコーナー担当

### 過去のレギュラー
- 南まりか（2010年 - 2012年10月）
- Hi-Hi（上田浩二郎・岩崎一則）（2012年7月 - 2013年6月）
- もものはるな（2012年8月[5]-  2012年?月）
- カブトムシゆかり（?  -  2017年6月）
- 三橋玲子（2013年7月 - 2017年6月）
- キャプテン渡辺（2011年11月 -  2015年3月、2017年8月 -  2019年7月)[6]
- こりゃめでてーな伊藤（2018年11月[7]）
- エハラマサヒロ（2018年6月 - 2020年3月）
- MYME（2017年5月 - 2020年3月）
- 水樹あや（2020年4月 - 2021年1月） - おもにミニコーナー担当

## スタッフ
※特記ない場合は2018年5月現在
- ナレーター：赤平大
- 撮影協力：ハタノビジュアル
- 撮影：ZOOM
- MA：ドリームスペース、山崎益弘
- 音響効果：サウンドプロ企画
- ディレクター：倉茂晃大
- 演出：井上倫亨
- プロデューサー：松宮英治
- 制作協力：A-ON、テレビ埼玉（2019年3月までは制作）
- 製作著作：DIAS

### 過去のスタッフ
- MA：兒玉邦宏（ - 2014年5月）
- 音響効果：佐藤充（ - 2014年5月）
- 制作：Mct（ - 2014年5月）
- 製作著作：西東京ネオグラフィックス（2019年3月まではNEO GRAPHICS名義で制作協力、2021年1月まで）

## 以前の放送内容
番組開始から番組タイトル・内容が大きく変動している。以下にその詳細を記す。
| 放送期間                       | タイトル                                        | 出演者 | 番組内容 |
| ------------------------------ | ----------------------------------------------- | --- | --- |
| 2007年4月7日 - 9月29日         | 真王〜ナナのパチンコ・パチスロ大冒険〜          | ナナ（美咲由花） | ナナが自腹でスポンサーホールで実戦を行う。2回〜3回に分けて放送される。 |
| 2007年10月6日 - 12月           | 真王 運命の10カウント〜真夕とゆきの出玉遊び〜   | 神咲ゆき、楠田真夕 | 出演者がスポンサーホールで、パチンコ・パチスロに分かれて実戦を行う。前後半2週に分けて放送され、番組が用意した軍資金も前後半2万5千円ずつ使用出来るが、前後半で一旦台を清算しなければならない。2万5千円の軍資金が尽きた時点で強制終了となる。 |
| 2008年1月                      | 真王 運命の10カウント〜まゆとみほの出玉遊び〜   | 栗原美帆、楠田真夕 | 出演者がスポンサーホールで、パチンコ・パチスロに分かれて実戦を行う。前後半2週に分けて放送され、番組が用意した軍資金も前後半2万5千円ずつ使用出来るが、前後半で一旦台を清算しなければならない。2万5千円の軍資金が尽きた時点で強制終了となる。 |
| 2008年2月                      | 真王 運命の10カウント〜まゆとゆうこの出玉遊び〜 | 成田ゆうこ、楠田真夕 | 出演者がスポンサーホールで、パチンコ・パチスロに分かれて実戦を行う。前後半2週に分けて放送され、番組が用意した軍資金も前後半2万5千円ずつ使用出来るが、前後半で一旦台を清算しなければならない。2万5千円の軍資金が尽きた時点で強制終了となる。 |
| 2008年3月1日 - 6月             | 真王 アイドルバトルサバイバル                   | 水城麻矢、楠田真夕、成田ゆうこ、大崎莉央奈、佐伯深雪、真壁万緒、吉沢唯、吉田初美 | 出演者が2人ずつ5組に分かれ、パチンコ・パチスロの出玉を競う。優勝すると賞金20万円がもらえた。ルールは2009年のものとほぼ同じだが、「真王の刻」ルールは存在していない。 |
| 2008年7月 - 9月27日            | 真王 ロメオの日                                 | 楠田真夕、水城麻矢、楠田繭香 | スポンサーホール変更。内容は「運命の10カウント」とほぼ同じだが、軍資金は自腹となり、持ち金が無くなった時点で終了となる。また前後半で台を清算しなくてもよくなった。 |
| 2008年10月 - 12月              | 出玉伝説                                        | いち・もく・さん、どてちんレンジャー、Hi-Hi、ドラハッパー | スポンサーホールが元に戻る。このシリーズに限りお笑いコンビによる出玉対決。コンビのうち、どちらか1人がパチンコ・パチスロで対戦し、もう1人は敷地内にあるゲームセンターやスポーツ施設、従業員の休憩室を使って暇つぶし対決を行い、そのポイントも対戦の結果に含める。総合ポイントで上回ったコンビが優勝、チャンピオンとなって翌月の放送にも出演出来る。軍資金はコンビ2人の出演時の所持金全額自腹で負担する。2009年01月より出演コンビを応援するアシスタントガールが登場し、暇つぶし対決に参加する。コンビが勝てばアシスタントも翌月の出演が出来るが、負けた場合は出場停止となる。 |
| 2009年1月 - 3月                | 真王伝説                                        | どてちんレンジャー、Hi-Hi、ヒカリゴケ、ロマンチックセクシー | スポンサーホールが元に戻る。このシリーズに限りお笑いコンビによる出玉対決。コンビのうち、どちらか1人がパチンコ・パチスロで対戦し、もう1人は敷地内にあるゲームセンターやスポーツ施設、従業員の休憩室を使って暇つぶし対決を行い、そのポイントも対戦の結果に含める。総合ポイントで上回ったコンビが優勝、チャンピオンとなって翌月の放送にも出演出来る。軍資金はコンビ2人の出演時の所持金全額自腹で負担する。2009年01月より出演コンビを応援するアシスタントガールが登場し、暇つぶし対決に参加する。コンビが勝てばアシスタントも翌月の出演が出来るが、負けた場合は出場停止となる。 |
| 2009年4月 - 6月                | 真王伝説〜アイドルバトルサバイバル〜 1st SEASON | オスカーチーム：原幹恵・橋本愛実 女芸人チーム：ゆり・美咲 グラドルチーム：桜井那奈・本城ことの モデルチーム：横井詩織・RuRu キャバ嬢チーム：あみ・さとみ                                                           | 女性2人組・5チームが、勝ち抜きトーナメント制でパチンコ・パチスロの出玉を競う。1チームに軍資金10万円が番組から与えられ、チーム毎の出玉数で勝敗が決まる。軍資金が尽きてしまった場合はその時点で終了となる。 「真王の刻」はこの時期も存在した（「運命の刻」という名称だった時代もある）。また2009年4月期だけに限りチーム編成の変更が行われる事もあった。 |
| 2009年7月 - 9月                | 真王伝説〜アイドルバトルサバイバル〜 2nd SEASON | オスカーAチーム：赤井沙希・小川奈那 オスカーBチーム：福島里美・原絵里 女芸人チーム：姫くり（ゆず・なみえ） 女子大生チーム：岡本果奈美・柏木君予 パチドルチーム：かおりっきぃ☆・吉澤唯                              | 女性2人組・5チームが、勝ち抜きトーナメント制でパチンコ・パチスロの出玉を競う。1チームに軍資金10万円が番組から与えられ、チーム毎の出玉数で勝敗が決まる。軍資金が尽きてしまった場合はその時点で終了となる。 「真王の刻」はこの時期も存在した（「運命の刻」という名称だった時代もある）。また2009年4月期だけに限りチーム編成の変更が行われる事もあった。 |
| 2009年10月 - 12月              | 真王伝説〜アイドルバトルサバイバル〜 3rd SEASON | 二階堂姉妹チーム：二階堂瑠美・二階堂亜樹 オーケープロチーム：斉木みか・砂岡春奈 パチンコ必勝本チーム：セレブ大鳥・ヒラヤマン オスカーチーム：小川奈那・小野麻亜矢 太田プロチーム：本日は晴天なり・赤いプルトニウム | 女性2人組・5チームが、勝ち抜きトーナメント制でパチンコ・パチスロの出玉を競う。1チームに軍資金10万円が番組から与えられ、チーム毎の出玉数で勝敗が決まる。軍資金が尽きてしまった場合はその時点で終了となる。 「真王の刻」はこの時期も存在した（「運命の刻」という名称だった時代もある）。また2009年4月期だけに限りチーム編成の変更が行われる事もあった。 |
| 2010年1月 - 3月                | 真王伝説〜アイドルバトルロワイヤル〜            | 真王チーム：橋本愛実・原絵里 伝説チーム：赤と黒（川原麻衣・木津みずき） | 両チームへ最初に軍資金40万円が与えられ、対戦によって増減した軍資金の多いチームが勝ちとなる。軍資金の増減を蓄積し、最終的に両チームの軍資金のうち当初の分より増えた金額を視聴者向けのプレゼントに充当する。「真王の刻」はこの時期も存在したが、内容は負けているチームが勝っているチームから出玉を抽選で選ばれた球数（箱数）の分だけ横取り出来る。ただし箱の中にはマイナスの数字が書かれた物もあり、それを引けば逆に出玉を渡さなければならないというものだった。 |
| 2010年4月 - 2011年10月15日     | まりか&ゆみこの真王伝説                         | 南まりか 井上由美子 ゲスト | ゲストを迎えての出玉勝負にリニューアルされた。各シーズンごとに対戦形式やルールが変更されている。「真王の刻」が2nd Seasonからなくなり、2名1組（レギュラー+ゲスト）でのチーム戦から、ゲストを交えた3名の出玉勝負に変わり、軍資金は番組持ちだったものが、5th Season以降は自腹勝負に変更された。 |
| 2011年10月22日 - 2012年6月30日 | まりか&キャプテン渡辺の真王伝説                 | 南まりか キャプテン渡辺 六角操 黒澤葉月 ゲスト | 井上由美子が降板した以外は内容はほぼ前シーズンのものを踏襲している。軍資金は番組で用意するか自腹で勝負するかを選択できる。 |
| 2015年 -                       | 真王伝説                                        | | 出演者が自腹で行うバトルロイヤル方式。1位には番組からプレゼント。2位以下の中から2名が視聴者プレゼント代を折半。 |
| 2018年2月                      | 真王伝説                                        | キャプテン渡辺 | スポンサーおよび撮影ロケ地である田無ファミリーランド・出玉王改装のため、1か月間はパチンコ、パチスロにまつわるトーク番組となる。 |
| 2018年3月前半                  | 真王伝説 激闘真夜中遊戯                         | キャプテン渡辺×伊藤こう大組 Hi-Hi | 深夜のパチンコ店でタッグ対決。キャプテン渡辺×伊藤こう大組とHi-Hiが対戦。 |
| 2018年3月後半                  | 真王伝説 まおさんぽ                             | キャプテン渡辺 白河雪菜 東条りお | 東上野に点在するパチンコメーカーのショールームを散策し、新作台を紹介する。 |
| 2018年4月以降                  | 真王伝説                                        | 神谷玲子 玉ちゃん MYME ゲスト エハラマサヒロ（2018年6月 - ） | 差玉、差数1位を争う個人戦。1位には何らかの褒美を贈呈。最下位は視聴者プレゼントの半額（1万5000円相当）負担。残り半額はくじびきにより、1位と最下位を除いたメンバー、もしくは番組が負担する。 |
| 2020年4月以降                  | 真王伝説                                        | 松本バッチ 神谷玲子 玉ちゃん 兎味ペロリナ | 差玉、差数1位を争う個人戦。1位にはダーツで選んだ商品を贈呈。マイナス収支で1の場合はダーツの的に「たわし」が増える。最下位は視聴者プレゼントの商品券代を負担。 DMMぱちタウン班はこれとは別にミッションクリアに挑戦する。 2020年6月分は放送休止。7月分は新型コロナウイルス対策およびスケジュール都合から男性チーム（松本、ショウタク）ｖｓ女性チーム（神谷、水樹）の団体戦。 |
| 2021年2月以降                  | ジャムトマ!真王伝説                             | 松本バッチ ショウタク 神谷玲子 玉ちゃん 兎味ペロリナ（不定期） キャプテン渡辺（不定期） | 投資額-ポイント（パチンコ1玉＝1ポイント、スロット1枚＝20ポイント）の差で争う個人戦。 新型コロナウイルス拡大防止のため、ジャムフレンドクラブ朝霞店2名、日高店2名に分かれ行われる。 |
| 2021年5月以降                  | ジャムトマ!真王伝説 解明！探偵ジャム所          | 松本バッチ ショウタク 神谷玲子 玉ちゃん 兎味ペロリナ（不定期） キャプテン渡辺（不定期） | 街に転がるパチンコ・パチスロにまつわる謎（概ね攻略法）を探偵事務所・探偵ジャム所メンバーが解明にあたる。 |

## 真王伝説LIVE
2019年9月より毎月台の入れ替え時期に「作戦会議」と題して新台の試遊、紹介を行う。作戦会議は21時から約40分。試遊・速打ちは営業後の25時から約1時間。YouTubeLIVEで配信。
出演者はDMMパチタウン所属。ショウタク、水樹あやは2020年4月より番組本編でもレギュラーとなった。新型コロナウイルス感染拡大防止のため2020年3月24日配信分後最後に休止。

### 出演
- ショウタク
- 水樹あや（作戦会議のみ）
- 彩瀬友里加（速打ち）

## ネット局
- テレビ埼玉　毎週日曜0：00‐0：30
- MONDO TV　毎週日曜22：00‐22：30（2020年まで）